# Nou 24 Nit
Nou 24 Nit es un informativo nocturno del canal Canal Nou 24 de TVV, cuya primera emisión se produjo el 20 de marzo de 2009 desde los estudios del TVV en Burjasot, siendo conducido por José Luis Torró.
El Nou 24 Nit, con una edición diaria informa de las noticias más relevantes en los ámbitos nacional, internacional, social y deportes. Además informa de la situación económica y bolsaria, de las nuevas tecnologías y ofrece una entrevista a personajes relevantes.

## Historia de Nou 24 Nit

### Punt 2(2005-2009)
El concepto que representa Nou 24 Nit nació en octubre de 2005 bajo el nombre de 24.2 Noticies, un informativo de autor que pretendía reforzar la oferta informativa que TVV ofrecía en su segundo canal, Punt 2, así el nuevo informativo nació como segunda edición de .2 Noticies y estaba conducido por Victoria Maso.
Hasta Verano de 2008 mantuvo su configuración original salvo por el cambio de plató de enero de 2007 debido al cambio de imagen corporativa del informativo de Canal 9 Noticíes 9. Tras el verano de 2008 José Luis Torró se convierte en el presentador del espacio, pasando Victoria Maso a presentar la 2ª edición de Noticíes 9. Continuando así hasta marzo de 2009

### 24/9(2009-2010)
Con el nacimiento del canal de información 24 horas de TVV, 24/9, el informativo 24.2 Noticies' pasa a emitirse simultáneamente por las dos cadenas.
Tras el periodo de vacaciones por la festividad de San José y de las fallas de Valencia los informativos NT9 Sords y 24.2 Noticies cesan su emisión en Punt 2 y pasan a emitirse exclusivamente en 24/9 por lo que adaptan su nombre al del resto de programas de la cadena quedando como 24/9 Sords y 24/9 Nit.
Tras el periodo de vacaciones de agosto volvió el día 14 de septiembre con nuevos grafismos y secciones y con una duración de 90 minutos, 30 más que antes, que se rellenan con una nueva sección, Nou Mil·lenni(9 Mil·lenni), que trata los temas de nuevas tecnologías y además incorpora 3 tertulianos para comentar las noticias.

### Canal Nou 24(2010-)
Tras el cambio de nombre del canal 24/9 a Canal Nou 24 (9/24), el 6 de septiembre de 2010, todos los espacios informativos de la cadena cambian su denominación para adaptarse al nuevo nombre y la nueva imagen corporativa, así pues, 24/9 Nit pasa a denominarse Nou 24 Nit, manteniendo todas las secciones antiguas e incorporando una nueva de corte cultural.

## Rostros de Nou 24 Nit

### Editor de Nou 24
| - Rodolf Ferrer |

### Realizadora de Nou 24
| - Tote Mondria |

### Presentadores de Nou 24 Nit
| - Josep Lluis Torró (2009-) - Arnau Benlloch (2009) - Josep Puchades(2009) |

### Presentadores de Punt de Borsa
| - Felipe Sánchez Coll(2009-) - Alicia Ors Ausín(2009-) |

### Presentadores de Nou Mil·lenni
| - Ana Valls(2009) |

### Comentaristas deportivos de Nou 24 Nit
| - Maria José Berbegall (2009- ) - Isabel Sánchez (2009) - Natalia Tripipatkul (2009- ) |

### Reporteros y corresponsales de Nou 24 Nit
| - Esther G. Coronado (2007-2010) - Innocenci Ortín - Consuelo Calabuig |

### Hombres y mujeres del tiempo de Nou 24 Nit
| - Joan Carles Fortea (2009-) - Vicent Gómez (2009) - Jordi Paya (2009) - Victòria Roselló (2009) |

## Cabeceras de Nou 24 Nit
Desde su refundación en marzo de 2009, Nou 24 Nit ha tenido dos cabeceras, la primera es la que utilizaron todos los informativos de TVV desde el 9 de octubre de 2008 y que fue utilizada hasta el 3 de agosto de 2009. La segunda consiste en una nueva cabecera con nuevas tonalidades naranjas y grafismos similares a los de las cortinillas de continuidad de Canal Nou 24 que es común a todos los espacios de la cadena y que mantiene la sintonía común con Canal Nou. Esta cabecera está vigente desde el 14 de septiembre de 2009.

## Enlaces
- Página de RTVV.
- Página oficial del Nou 24 Nit

- Datos: Q6045793